# سانتیاگو حززه
سانتیاگو حززه (انگلیسی: Santiago Hezze؛ زادهٔ ۲۲ اکتبر ۲۰۰۱) بازیکن فوتبال اهل آرژانتین است.
از باشگاه‌هایی که در آن بازی کرده‌است می‌توان به باشگاه فوتبال اتلتیکو هوراکان اشاره کرد.